# Izraelski novi šekel
Izraelski novi šekel, arapski: شيقل جديد, hebrejski: שקל חדש (ISO 4217: ILS) je valuta Izraela. Dijeli se na 100 agora (אגורה).
Novi šekel se koristi od 1. siječnja 1986. kada je zamijenio stari u omjeru 1000:1. Novac se ne izdaje u Izraelu, već u Južnoj Koreji. U optjecaju su kovanice od 10 i 50 agorota, 1, 2, 5, 10 i 20 novih šekela, te novčanice od 20, 50, 100 i 200 novih šekela. 

## Vanjske poveznice
- Banka Izraela